# Güzelyurt, Ayvacık
Güzelyurt là một xã thuộc huyện Ayvacık, tỉnh Samsun, Thổ Nhĩ Kỳ. Dân số thời điểm năm 2010 là 337 người.